# Telgte (Peine)
Telgte ist ein ehemaliges Vorwerk und Hofgut, später als Gutsbezirk selbständige Gemeinde und seit 1928 ein nordwestlicher Stadtteil von Peine. Der statistische Bezirk Telgte ist heute mit 3.318 Einwohnern der viertgrößte der Kernstadt Peine.

## Geschichte
Telgte ging aus einem Vorwerk zum Schutz der Stadt Peine hervor, das erstmals 1522 erwähnt wird. Bei der statistischen Erfassung aller Gemeinden des Hochstifts Hildesheim 1760 wurde es unter seinem alten Namen Telcht als fürstlicher Vorwerkhof und einzelner Haushalt gezählt. 1910 lebten hier 94 Menschen. 1922 kaufte die Stadt Peine das Hofgut, und 1928 wurde ein Teil der Fläche nach Peine eingemeindet, ein kleinerer Teil nach Vöhrum.

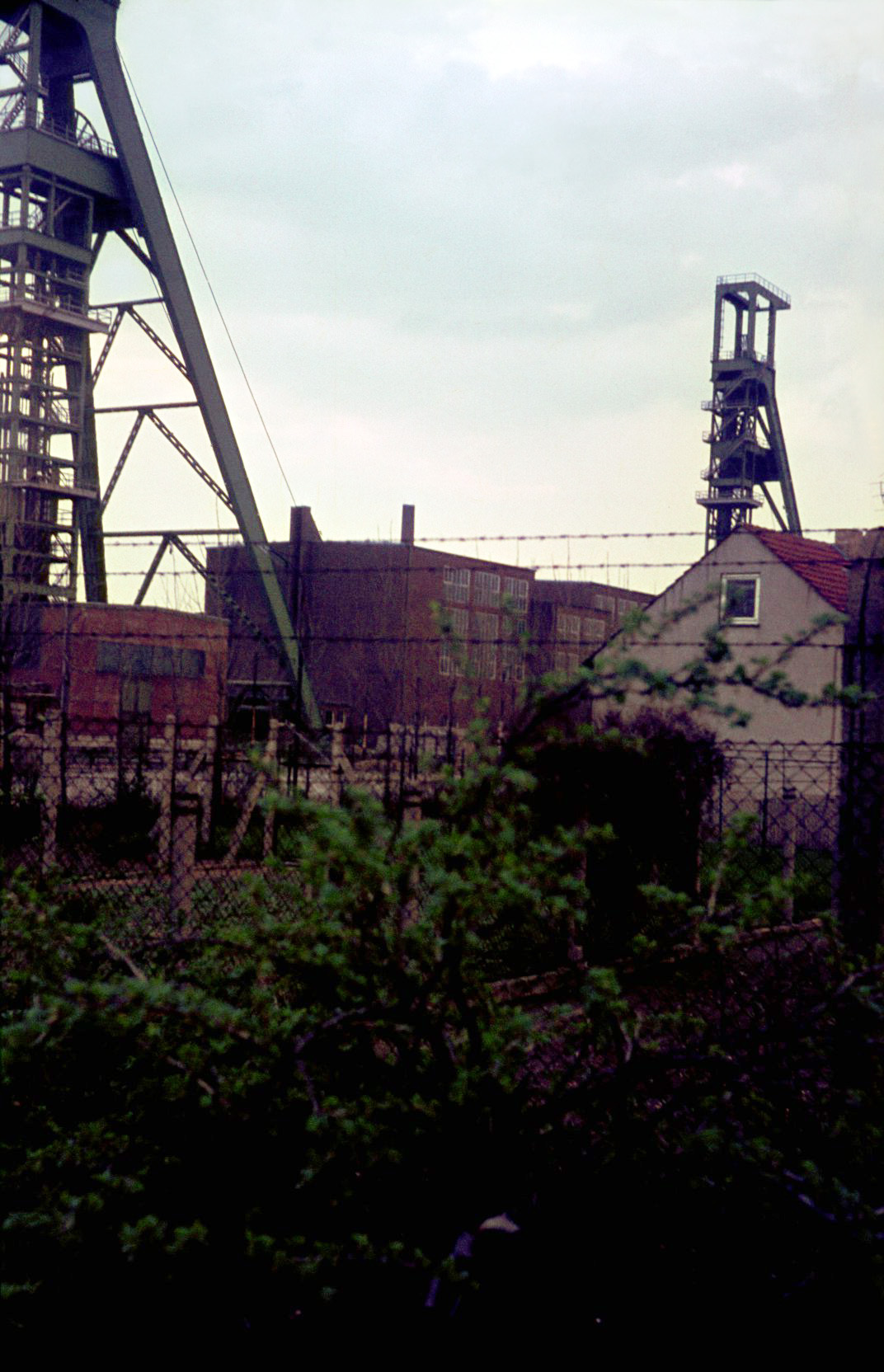
Die Schachtanlagen der Grube Peine im Jahr 1968

Telgte entwickelte sich, vor allem nach Beginn der Arbeiten an der Doppelschachtanlage der Grube Peine 1939, zu einer Arbeitersiedlung. 1943 waren die Vorbereitungen abgeschlossen und die Förderung von Eisenerz wurde kriegsbedingt unter Einsatz aller verfügbaren Mittel hochgefahren. 1960 kam es mit knapp 990.000 Tonnen zur höchsten bisherigen Jahresförderung. Insgesamt 760 Bergleute arbeiteten in diesem Jahr auf dem Bergwerk. Die Grube schloss nach den Eisenkrisen der frühen 1960er Jahre endgültig im Jahr 1968.

## Stadtteil von Peine
Nach Telgte kamen nach dem Krieg wegen der guten Arbeitsmöglichkeiten viele Flüchtlinge, später viele Arbeiter mit Migrationshintergrund. Nachdem der Schacht Ende der 1960er Jahre seinen Betrieb eingestellt hatte, wandelte sich der Stadtteil. Heute gibt es eine hohe Rate an Arbeitslosigkeit. Ebenso ist der Anteil an Alleinerziehenden hoch.
Kirchlich versorgte bis 1911 Vöhrum das Gut Telgte, dann wurde es nach Peine umgepfarrt. Die Gemeinde St. Johannis auf Telgte ist eine der evangelisch-lutherischen Stadtgemeinden von Peine. Die Kirche wurde während der Hochblüte der Grube Peine in den 1950er Jahren geplant und errichtet. Der Friedhof wurde 1953 angelegt, und auf ihm die römisch-katholische St.-Barbara-Kirche erbaut. Das 1960 geweihte Gotteshaus wurde nach der heiligen Barbara von Nikomedien, der Schutzpatronin der Bergleute, benannt und gehört heute zur Pfarrei Zu den Heiligen Engeln in Peine.

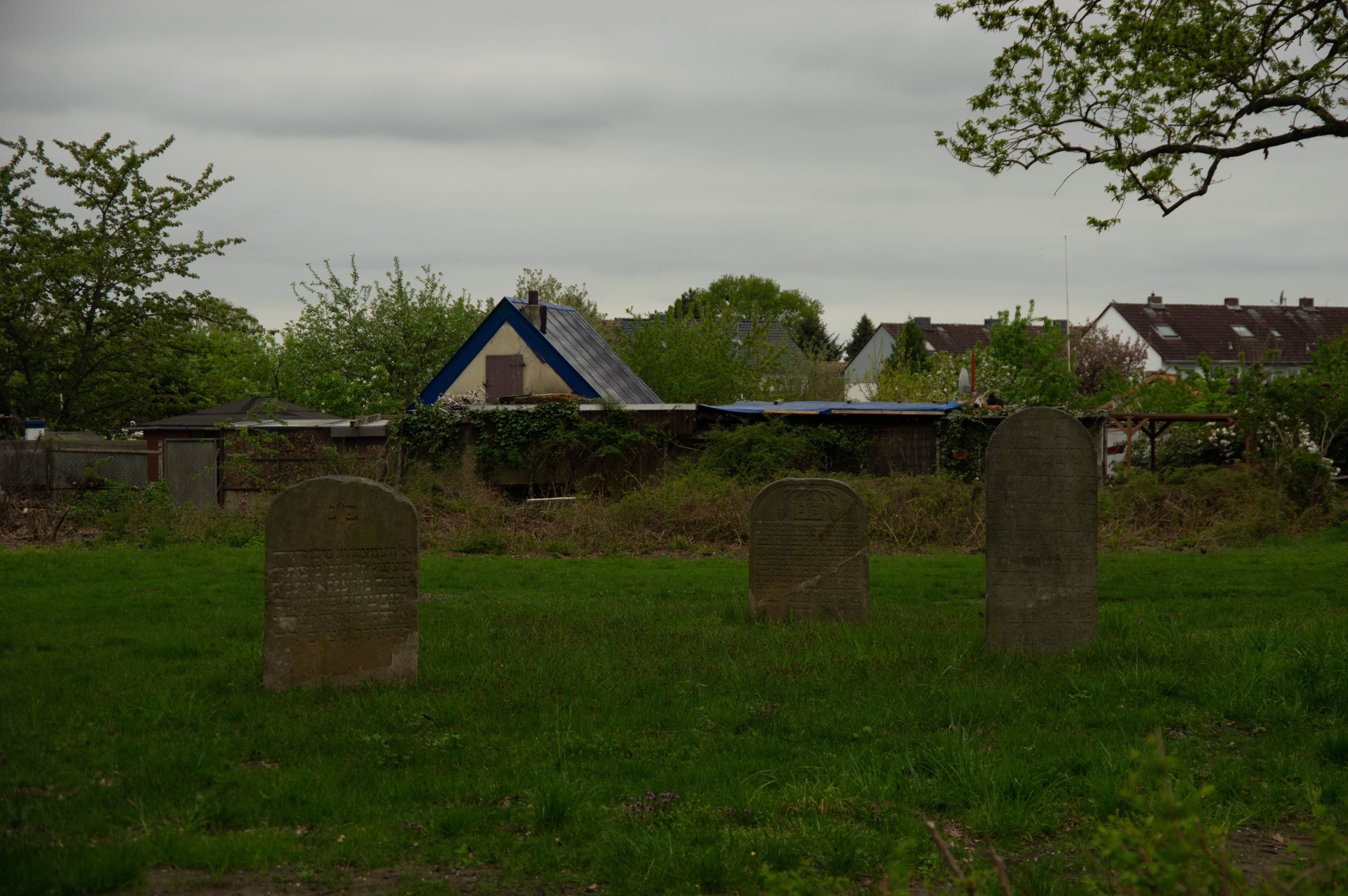
Der Jüdische Friedhof der Stadt Peine in Telgte

In Telgte befindet sich der Jüdische Friedhof der Stadt Peine. Im 17. Jahrhundert wurde das damals weit außerhalb der Stadt gelegene Gelände von Peiner Juden gepachtet. Erst 1905 konnte es von der Kultusgemeinde erworben werden. Auf der Anlage sind 35 Grabsteine erhalten.

## Grubenunglücke
Nachdem die Schächte gelegt und verteuft waren, konnte im Mai 1941 das erste Erz gefördert werden. Keine drei Jahre später kam es am 16. Februar 1944 bei Reparaturarbeiten an einer Schachtröhre zu einem ersten Grubenunglück. Bei Eiseskälte kamen viele Bergarbeiter durch herabstürzende Erdmassen in Gefahr und konnten sich nur knapp auf eine höhere Sohle retten, ein Bergmann wurde verschüttet. Anfang 1945 wurde die Förderung nur kurz eingestellt, bevor Ende 1945 der Bergwerksbetrieb in Peine wieder anlief. Schon am 22. Januar 1946 wurde die Grube Peine wieder von einem, diesmal noch wesentlich schwereren Unglück heimgesucht. Bei der Mittagsseilfahrt löste sich ein Förderkorb, da kein hinreichender Belastungstest durchgeführt worden war, und stürzte 400 Meter tief ungebremst in den Schacht. 44 Bergleute starben, ein einziger überlebte. Trotz der Schwere wurde das Unglück im frühen Nachkriegsdeutschland kaum bekannt und kommuniziert. Auch an dieses Unglück erinnert ein Mahnmal auf dem Telgter Friedhof.